# Taxing Stone

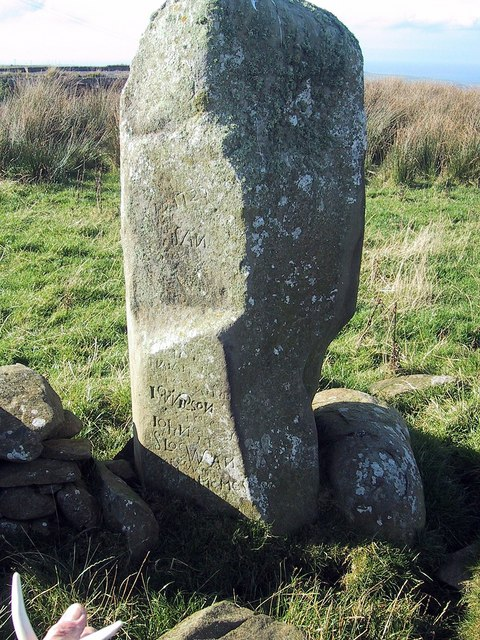
Der Taxing Stone

Der Taxing Stone (deutsch Steuerstein – auch Laicht Alpin oder Laight Alpyn genannt) ist ein Menhir (englisch Standing stone) in einem Trockenmauerwerkdamm, unmittelbar östlich der alten Kanonenbatterie auf dem Little Laight Hill in Cairnryan am Loch Ryan bei Stranraer in Dumfries and Galloway in Schottland. Er misst 1,7 m in der Höhe, 0,7 × 0,5 m an der Basis und ist Ost-West orientiert.
Er soll seinen Beinamen zum Gedenken an die Beerdigung von Alpin, dem ehemaligen König der Schotten von Dalriada tragen, der 741 in Glenapp ermordet wurde. Auf der Ostseite des Steins sind Graffiti mit dem Datum 1720 eingraviert.
Die Forstplantage Little Laight Hill war auch eine Grenze zwischen den alten Königreichen Galloway und Carrick.
In der Nähe stehen der Long Tom am Milldown Hill und der Joug Stone.